# Tysk-österrikiska backhopparveckan 1965/1966
Under tysk-österrikiska backhopparveckan 1965/1966 hoppade man i Oberstdorf den 30 december, i Partenkirchen den 1 januari och i Innsbruck den 3 januari. Deltävlingen i Bischofshofen genomfördes slutligen den 6 januari.

## Oberstdorf
- Datum: 30 december 1965
- Land:  Västtyskland
- Backe: Schattenbergschanze

| Placering | Hoppare             | Land            | Poäng |
| --------- | ------------------- | --------------- | ----- |
| 01        | Veikko Kankkonen    | Finland         | 213,8 |
| 02        | Dieter Neuendorf    | Östtyskland     | 212,9 |
| 03        | Paavo Lukkariniemi  | Finland         | 205,1 |
| 04        | Bjørn Wirkola       | Norge           | 203,0 |
| 05        | John Balfanz        | USA             | 201,5 |
| 06        | Aleksander Ivanikov | Sovjetunionen   | 200,4 |
| 07        | Dalibor Motejlek    | Tjeckoslovakien | 200,0 |
| 08        | Josef Matouš        | Tjeckoslovakien | 198,4 |
| 09        | Piotr Wala          | Polen           | 197,7 |
| 010       | Jiří Raška          | Tjeckoslovakien | 194,5 |
| 010       | Günther Göllner     | Västtyskland    | 194,5 |

## Partenkirchen
- Datum: 1 januari 1966
- Land:  Västtyskland
- Backe: Große Olympiaschanze

| Placering | Hoppare            | Land            | Poäng |
| --------- | ------------------ | --------------- | ----- |
| 01        | Paavo Lukkariniemi | Finland         | 215,3 |
| 02        | Bjørn Wirkola      | Norge           | 212,6 |
| 03        | Veikko Kankkonen   | Finland         | 210,1 |
| 04        | Niilo Halonen      | Finland         | 207,1 |
| 05        | Günther Göllner    | Västtyskland    | 206,8 |
| 06        | Dieter Neuendorf   | Östtyskland     | 206,2 |
| 07        | Henrik Ohlmayr     | Västtyskland    | 205,1 |
| 08        | Josef Matouš       | Tjeckoslovakien | 204,4 |
| 09        | Harri Jussilainen  | Finland         | 203,7 |
| 010       | Bernd Karwofsky    | Östtyskland     | 203,6 |

## Innsbruck
- Datum: 2 januari 1966
- Land:  Österrike
- Backe: Bergiselschanze

| Placering | Hoppare             | Land            | Poäng |
| --------- | ------------------- | --------------- | ----- |
| 01        | Dieter Neuendorf    | Östtyskland     | 226,1 |
| 02        | Veikko Kankkonen    | Finland         | 209,9 |
| 03        | Günther Göllner     | Västtyskland    | 209,0 |
| 04        | Josef Matouš        | Tjeckoslovakien | 208,6 |
| 05        | Paavo Lukkariniemi  | Finland         | 208,3 |
| 06        | Mikhail Vieretnikov | Sovjetunionen   | 204,9 |
| 07        | Peter Lesser        | Östtyskland     | 203,7 |
| 08        | Jani Mattila        | Finland         | 203,2 |
| 09        | Dave Hichs          | USA             | 202,1 |
| 010       | Heini Ihle          | Västtyskland    | 201,9 |

## Bischofshofen
- Datum: 6 januari 1966
- Land:  Österrike
- Backe: Paul-Ausserleitner-Schanze

| Placering | Hoppare            | Land            | Poäng |
| --------- | ------------------ | --------------- | ----- |
| 01        | Veikko Kankkonen   | Finland         | 235,7 |
| 02        | Bjørn Wirkola      | Norge           | 227,2 |
| 03        | Dieter Neuendorf   | Östtyskland     | 221,3 |
| 04        | Kurt Elimä         | Sverige         | 219,9 |
| 05        | Jiří Raška         | Tjeckoslovakien | 217,8 |
| 06        | Peter Eržen        | Jugoslavien     | 215,3 |
| 07        | Hans Olav Sørensen | Norge           | 214,9 |
| 07        | Seppo Hannula      | Finland         | 214,9 |
| 09        | Henrik Ohlmayr     | Västtyskland    | 213,7 |
| 010       | Erling Stranden    | Norge           | 212,2 |

## Slutställning
| Placering | Hoppare            | Land            | Poäng |
| --------- | ------------------ | --------------- | ----- |
| 01        | Veikko Kankkonen   | Finland         | 869,5 |
| 02        | Dieter Neuendorf   | Östtyskland     | 866,5 |
| 03        | Bjørn Wirkola      | Norge           | 843,0 |
| 04        | Paavo Lukkariniemi | Finland         | 828,7 |
| 05        | Henrik Ohlmayr     | Västtyskland    | 806,8 |
| 06        | Dalibor Motejlek   | Tjeckoslovakien | 795,6 |
| 07        | Hans Olav Sørensen | Norge           | 789,6 |
| 08        | Jiří Raška         | Tjeckoslovakien | 787,1 |
| 09        | Josef Matouš       | Tjeckoslovakien | 786,4 |
| 010       | Piotr Wala         | Polen           | 782,2 |